# Gran Premio motociclistico di San Marino e della Riviera di Rimini 2016
Il Gran Premio motociclistico di San Marino e della Riviera di Rimini 2016 è stato la tredicesima prova del motomondiale del 2016; si è disputato l'11 settembre sul Misano World Circuit Marco Simoncelli.
Nelle tre classi i vincitori sono stati: Daniel Pedrosa in MotoGP, Lorenzo Baldassarri in Moto2 e Brad Binder in Moto3.
In occasione di questo fine settimana di gare, gli organizzatori del motomondiale hanno deciso di ritirare il numero di gara di Marco Simoncelli, in segno di rispetto verso il pilota deceduto a seguito di un incidente avvenuto al GP della Malesia del 2011.

## MotoGP

### Arrivati al traguardo
| Pos. | Nº | Pilota           | Squadra                       | Motocicletta       | Giri | Tempo     | Griglia | Punti |
| ---- | -- | ---------------- | ----------------------------- | ------------------ | ---- | --------- | ------- | ----- |
| 1º   | 26 | Daniel Pedrosa   | Repsol Honda                  | Honda RC213V       | 28   | 43'43.524 | 8º      | 25    |
| 2º   | 46 | Valentino Rossi  | Movistar Yamaha               | Yamaha YZR-M1      | 28   | +2.837    | 2º      | 20    |
| 3º   | 99 | Jorge Lorenzo    | Movistar Yamaha               | Yamaha YZR-M1      | 28   | +4.359    | 1º      | 16    |
| 4º   | 93 | Marc Márquez     | Repsol Honda                  | Honda RC213V       | 28   | +9.569    | 4º      | 13    |
| 5º   | 25 | Maverick Viñales | Suzuki Ecstar                 | Suzuki GSX-RR      | 28   | +15.467   | 3º      | 11    |
| 6º   | 4  | Andrea Dovizioso | Ducati Team                   | Ducati Desmosedici | 28   | +19.676   | 6º      | 10    |
| 7º   | 51 | Michele Pirro    | Ducati Team                   | Ducati Desmosedici | 28   | +22.936   | 5º      | 9     |
| 8º   | 35 | Cal Crutchlow    | LCR Honda                     | Honda RC213V       | 28   | +25.702   | 7º      | 8     |
| 9º   | 44 | Pol Espargaró    | Monster Yamaha Tech 3         | Yamaha YZR-M1      | 28   | +27.155   | 10º     | 7     |
| 10º  | 19 | Álvaro Bautista  | Aprilia Racing Team Gresini   | Aprilia RS-GP      | 28   | +33.968   | 12º     | 6     |
| 11º  | 9  | Danilo Petrucci  | Octo Pramac Yakhnich          | Ducati Desmosedici | 28   | +39.206   | 15º     | 5     |
| 12º  | 6  | Stefan Bradl     | Aprilia Racing Team Gresini   | Aprilia RS-GP      | 28   | +39.967   | 13º     | 4     |
| 13º  | 8  | Héctor Barberá   | Avintia Racing                | Ducati Desmosedici | 28   | +42.997   | 11º     | 3     |
| 14º  | 50 | Eugene Laverty   | Pull & Bear Aspar             | Ducati Desmosedici | 28   | +49.450   | 16º     | 2     |
| 15º  | 45 | Scott Redding    | Octo Pramac Yakhnich          | Ducati Desmosedici | 28   | +54.879   | 17º     | 1     |
| 16º  | 68 | Yonny Hernández  | Pull & Bear Aspar             | Ducati Desmosedici | 28   | +1'05.072 | 19º     |       |
| 17º  | 53 | Esteve Rabat     | Estrella Galicia 0,0 Marc VDS | Honda RC213V       | 23   | + 5 giri  | 18º     |       |

### Ritirati
| Nº | Pilota          | Squadra               | Motocicletta       | Giri | Griglia |
| -- | --------------- | --------------------- | ------------------ | ---- | ------- |
| 41 | Aleix Espargaró | Suzuki Ecstar         | Suzuki             | 17   | 9º      |
| 12 | Javier Forés    | Avintia Racing        | Ducati Desmosedici | 15   | 20º     |
| 22 | Alex Lowes      | Monster Yamaha Tech 3 | Yamaha YZR-M1      | 7    | 14º     |

## Moto2

### Arrivati al traguardo
| Pos. | Nº | Pilota              | Squadra                       | Motocicletta       | Giri | Tempo     | Griglia | Punti |
| ---- | -- | ------------------- | ----------------------------- | ------------------ | ---- | --------- | ------- | ----- |
| 1º   | 7  | Lorenzo Baldassarri | Forward Team                  | Kalex Moto2        | 26   | 42'45.885 | 3º      | 25    |
| 2º   | 40 | Álex Rins           | Paginas Amarillas HP 40       | Kalex Moto2        | 26   | +2.523    | 8º      | 20    |
| 3º   | 30 | Takaaki Nakagami    | Idemitsu Honda Team Asia      | Kalex Moto2        | 26   | +6.199    | 2º      | 16    |
| 4º   | 5  | Johann Zarco        | Ajo Motorsport                | Kalex Moto2        | 26   | +8.942    | 1º      | 13    |
| 5º   | 21 | Franco Morbidelli   | Estrella Galicia 0,0 Marc VDS | Kalex Moto2        | 26   | +10.016   | 5º      | 11    |
| 6º   | 12 | Thomas Lüthi        | Garage Plus Interwetten       | Kalex Moto2        | 26   | +11.095   | 6º      | 10    |
| 7º   | 55 | Hafizh Syahrin      | Petronas Raceline Malaysia    | Kalex Moto2        | 26   | +13.048   | 10º     | 9     |
| 8º   | 94 | Jonas Folger        | Dynavolt Intact GP            | Kalex Moto2        | 26   | +14.604   | 11º     | 8     |
| 9º   | 11 | Sandro Cortese      | Dynavolt Intact GP            | Kalex Moto2        | 26   | +15.647   | 7º      | 7     |
| 10º  | 73 | Álex Márquez        | Estrella Galicia 0,0 Marc VDS | Kalex Moto2        | 26   | +20.720   | 12º     | 6     |
| 11º  | 23 | Marcel Schrötter    | AGR Team                      | Kalex Moto2        | 26   | +22.195   | 13º     | 5     |
| 12º  | 97 | Xavi Vierge         | Tech 3 Racing                 | Tech 3 Mistral 610 | 26   | +33.627   | 25º     | 4     |
| 13º  | 10 | Luca Marini         | Forward Team                  | Kalex Moto2        | 26   | +40.136   | 21º     | 3     |
| 14º  | 14 | Ratthapark Wilairot | Idemitsu Honda Team Asia      | Kalex Moto2        | 26   | +41.752   | 18º     | 2     |
| 15º  | 2  | Jesko Raffin        | Sports-Millions-EMWE-SAG      | Kalex Moto2        | 26   | +42.502   | 23º     | 1     |
| 16º  | 54 | Mattia Pasini       | Italtrans Racing              | Kalex Moto2        | 26   | +49.745   | 9º      |       |
| 17º  | 44 | Miguel Oliveira     | Leopard Racing                | Kalex Moto2        | 26   | +1'02.022 | 22º     |       |
| 18º  | 42 | Federico Fuligni    | Team Ciatti                   | Kalex Moto2        | 26   | +1'03.391 | 27º     |       |
| 19º  | 87 | Remy Gardner        | Tasca Racing                  | Kalex Moto2        | 26   | +1'04.010 | 28º     |       |
| 20º  | 70 | Robin Mulhauser     | CarXpert Interwetten          | Kalex Moto2        | 26   | +1'07.383 | 29º     |       |
| 21º  | 27 | Iker Lecuona        | CarXpert Interwetten          | Kalex Moto2        | 26   | +1'20.046 | 24º     |       |

### Ritirati
| Nº | Pilota        | Squadra                 | Motocicletta       | Giri | Griglia |
| -- | ------------- | ----------------------- | ------------------ | ---- | ------- |
| 57 | Edgar Pons    | Paginas Amarillas HP 40 | Kalex Moto2        | 23   | 20º     |
| 60 | Julián Simón  | QMMF Racing             | Speed Up SF16      | 21   | 14º     |
| 22 | Sam Lowes     | Federal Oil Gresini     | Kalex Moto2        | 12   | 4º      |
| 52 | Danny Kent    | Leopard Racing          | Kalex Moto2        | 7    | 15º     |
| 32 | Isaac Viñales | Tech 3 Racing           | Tech 3 Mistral 610 | 3    | 26º     |
| 24 | Simone Corsi  | Speed Up Racing         | Speed Up SF16      | 1    | 17º     |
| 49 | Axel Pons     | AGR Team                | Kalex Moto2        | 0    | 16º     |
| 19 | Xavier Siméon | QMMF Racing             | Speed Up SF16      | 0    | 19º     |

## Moto3

### Arrivati al traguardo
| Pos. | Nº | Pilota                | Squadra                  | Motocicletta   | Giri | Tempo     | Griglia | Punti |
| ---- | -- | --------------------- | ------------------------ | -------------- | ---- | --------- | ------- | ----- |
| 1º   | 41 | Brad Binder           | Red Bull KTM Ajo         | KTM RC 250 GP  | 23   | 39'37.556 | 1º      | 25    |
| 2º   | 33 | Enea Bastianini       | Gresini Racing           | Honda NSF250R  | 23   | +0.262    | 2º      | 20    |
| 3º   | 36 | Joan Mir              | Leopard Racing           | KTM RC 250 GP  | 23   | +1.416    | 15º     | 16    |
| 4º   | 8  | Nicolò Bulega         | SKY Racing Team VR46     | KTM RC 250 GP  | 23   | +1.534    | 3º      | 13    |
| 5º   | 84 | Jakub Kornfeil        | Drive M7 SIC Racing      | Honda NSF250R  | 23   | +4.278    | 4º      | 11    |
| 6º   | 55 | Andrea Locatelli      | Leopard Racing           | KTM RC 250 GP  | 23   | +4.387    | 12º     | 10    |
| 7º   | 44 | Arón Canet            | Estrella Galicia 0,0     | Honda NSF250R  | 23   | +4.811    | 6º      | 9     |
| 8º   | 65 | Philipp Öttl          | Schedl GP Racing         | KTM RC 250 GP  | 23   | +5.582    | 7º      | 8     |
| 9º   | 76 | Hiroki Ono            | Honda Team Asia          | Honda NSF250R  | 23   | +6.259    | 8º      | 7     |
| 10º  | 4  | Fabio Di Giannantonio | Gresini Racing           | Honda NSF250R  | 23   | +10.896   | 10º     | 6     |
| 11º  | 23 | Niccolò Antonelli     | Ongetta-Rivacold         | Honda NSF250R  | 23   | +13.939   | 13º     | 5     |
| 12º  | 58 | Juanfran Guevara      | RBA Racing               | KTM RC 250 GP  | 23   | +14.091   | 9º      | 4     |
| 13º  | 11 | Livio Loi             | RW Racing GP BV          | Honda NSF250R  | 23   | +14.103   | 17º     | 3     |
| 14º  | 95 | Jules Danilo          | Ongetta-Rivacold         | Honda NSF250R  | 23   | +14.810   | 14º     | 2     |
| 15º  | 16 | Andrea Migno          | SKY Racing Team VR46     | KTM RC 250 GP  | 23   | +14.868   | 21º     | 1     |
| 16º  | 62 | Stefano Manzi         | Mahindra Racing          | Mahindra MGP3O | 23   | +23.292   | 19º     |       |
| 17º  | 48 | Lorenzo Dalla Porta   | SKY Racing Team VR46     | KTM RC 250 GP  | 23   | +23.349   | 16º     |       |
| 18º  | 20 | Fabio Quartararo      | Leopard Racing           | KTM RC 250 GP  | 23   | +23.523   | 18º     |       |
| 19º  | 12 | Albert Arenas         | Peugeot MC Saxoprint     | Peugeot MGP3O  | 23   | +31.140   | 25º     |       |
| 20º  | 17 | John McPhee           | Peugeot MC Saxoprint     | Peugeot MGP3O  | 23   | +35.145   | 28º     |       |
| 21º  | 21 | Francesco Bagnaia     | Northgate Mahindra Aspar | Mahindra MGP3O | 23   | +35.170   | 24º     |       |
| 22º  | 89 | Khairul Idham Pawi    | Honda Team Asia          | Honda NSF250R  | 23   | +35.409   | 26º     |       |
| 23º  | 7  | Adam Norrodin         | Drive M7 SIC Racing      | Honda NSF250R  | 23   | +35.467   | 23º     |       |
| 24º  | 77 | Lorenzo Petrarca      | 3570 Team Italia         | Mahindra MGP3O | 23   | +48.285   | 32º     |       |
| 25º  | 3  | Fabio Spiranelli      | CIP-Unicom Starker       | Mahindra MGP3O | 23   | +56.451   | 34º     |       |
| 26º  | 43 | Stefano Valtulini     | 3570 Team Italia         | Mahindra MGP3O | 23   | +56.486   | 33º     |       |

### Ritirati
| Nº | Pilota          | Squadra                  | Motocicletta   | Giri | Griglia |
| -- | --------------- | ------------------------ | -------------- | ---- | ------- |
| 40 | Darryn Binder   | Platinum Bay Real Estate | Mahindra MGP3O | 19   | 29º     |
| 24 | Tatsuki Suzuki  | CIP-Unicom Starker       | Mahindra MGP3O | 15   | 31º     |
| 42 | Marcos Ramírez  | Platinum Bay Real Estate | Mahindra MGP3O | 13   | 27º     |
| 9  | Jorge Navarro   | Estrella Galicia 0,0     | Honda NSF250R  | 7    | 5º      |
| 19 | Gabriel Rodrigo | RBA Racing               | KTM RC 250 GP  | 6    | 11º     |
| 6  | María Herrera   | MH6 Team                 | KTM RC 250 GP  | 1    | 22ª     |
| 71 | Alex Fabbri     | Minimoto Portomaggiore   | Mahindra MGP3O | 0    | 30º     |
| 64 | Bo Bendsneyder  | Red Bull KTM Ajo         | KTM RC 250 GP  | 0    | 20º     |